# E-4 NAOC
E-4 National Airborne Operations Center (NAOC) — американський військовий стратегічний літак, що виконує роль повітряного командного центру військово-політичного керівництва США. Побудовано чотири машини, які експлуатуються ПС США. Літаки призначені для президента США, міністра оборони та інших членів вищого політичного та військового керівництва США на випадок ядерної війни або іншої надзвичайної ситуації, внаслідок якої будуть зруйновані або суттєво ушкоджені наземні елементи структури воєнного і державного управління. Через те, що, вважається, саме з цих літаків будуть дані команди на застосування ядерної зброї у відповідь при ядерному нападі, E-4 називають «літаками судного дня» (англ. The Doomsday Planes).

## Історія розробки і виробництва
У розпал «холодної війни», на початку 1970-х військово-повітряні сили США оголосили про початок робіт за програмою AABNCP (Advanced Airborne National Command Post — вдосконалений повітряний командний пункт управління і наведення), яка отримала шифр 481В. Ця програма передбачала створення нових літаків-повітряних командних пунктів стратегічної ланки, що мали б великі обсяги робочих приміщень, які передбачалося оснастити новітньою апаратурою зв'язку та обробки інформації.
Компанія «Боїнг», яка в той час будувала для ПС літаки-ретранслятори і повітряні командні пункти (NEACP) EC-135J, запропонувала свій літак на базі цивільного широкофюзеляжного лайнера Boeing 747-200B. Відповідно до програми 481B NEACP, відділ електронних систем ПС США у лютому 1973 року підписав контракт з «Боїнгом» на два перші літаки E-4A NEACP (National Emergency Airborne Command Post). Програмою передбачалося проведення переобладнання кількох Боїнг-747-200В на повітряні командні пункти. На різних етапах потрібна кількість літаків варіювалася від чотирьох до семи — існували плани мати три ПКП КНШ і чотири літаки в ролі ПКП САК. В кінцевому підсумку, однак, було вирішено побудувати три повітряних командних пункти Е-4А і ще один літак — відразу в удосконаленому варіанті Е-4В NAOC (National Airborne Operations Center). Також було вирішено згодом дообладнати усі літаки Е-4А до рівня Е-4В. Остаточно було вирішено, що всі літаки Е-4 надійдуть в розпорядження Комітету начальників штабів збройних сил США і слугуватимуть в якості резервних пунктів управління вищого військового керівництва країни в умовах надзвичайних ситуацій чи з початком бойових дій.
За програмою 481В протягом 1973—1975 років в повітряні командні пункти були переобладнані три авіалайнери Боїнг-747-200В. Програма передбачала будівництво четвертого літака відразу у вдосконаленому варіанті Е-4В. Цей літак надійшов у дослідну експлуатацію з неповним складом бортового радіоелектронного обладнання в серпні 1974 року. З січня 1980 він також розпочав бойове чергування. З початку 1982 року, відповідно до плану, на всіх літаках Е-4А були здійснені роботи з переобладнання їх у варіант Е-4В. Літаки отримали нове радіоелектронне обладнання, двигуни F103-GE-100 і системи дозаправлення паливом у повітрі. Перший Е-4В, переобладнаний з Е-4А повернувся в бойовий склад у червні 1983, другої — в травні 1984, третій — в січні 1985 року.
Boeing E-4B перебувають на озброєнні ПС США. Складають 1-шу ескадрилью повітряних командних пунктів (1ACCS) 595-ї групи стратегічного управління Командування глобальних ударів Повітряних сил США та базуються на авіабазі Оффут, поблизу Омахи, Небраска.

## Особливості конструкції та радіоелектронне обладнання

### Загальна характеристика конструкції і компоновка
E-4 — чотиримоторний турбовентиляторний низькоплан із стрілоподібним крилом і однокільовим оперенням. Площа робочих приміщень літака становить 429,2 м², що приблизно утричі перевищує аналогічний показник літаків EC-135C. Пасажирська кабіна Е-4А розділена на шість відсіків — робочий кабінет вищого військового керівництва, дві кімнати для нарад, приміщення для оперативної групи Комітету начальників штабів, вузол зв'язку і кімната відпочинку. На верхній палубі літака обладнана кімната відпочинку льотного екіпажу. Літак обладнаний системами захисту від ядерного електромагнітного імпульсу, захисту від ядерного та теплового ударів, оснащений сучасними радіоелектронікою і засобами радіозв'язку.
E-4B має три палуби:

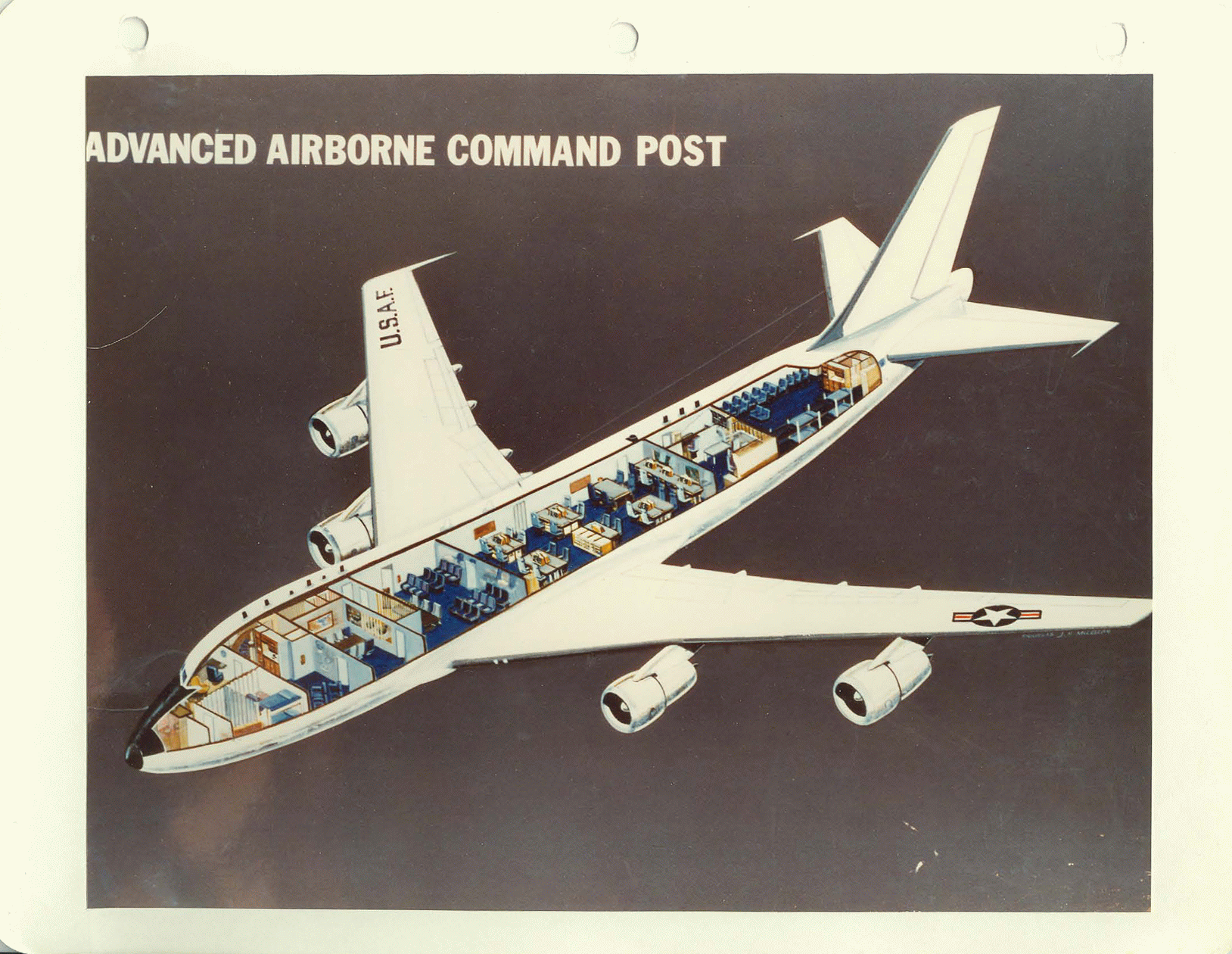
Схема розташування внутрішніх приміщень Е-4А NEACP. Квітень 1976

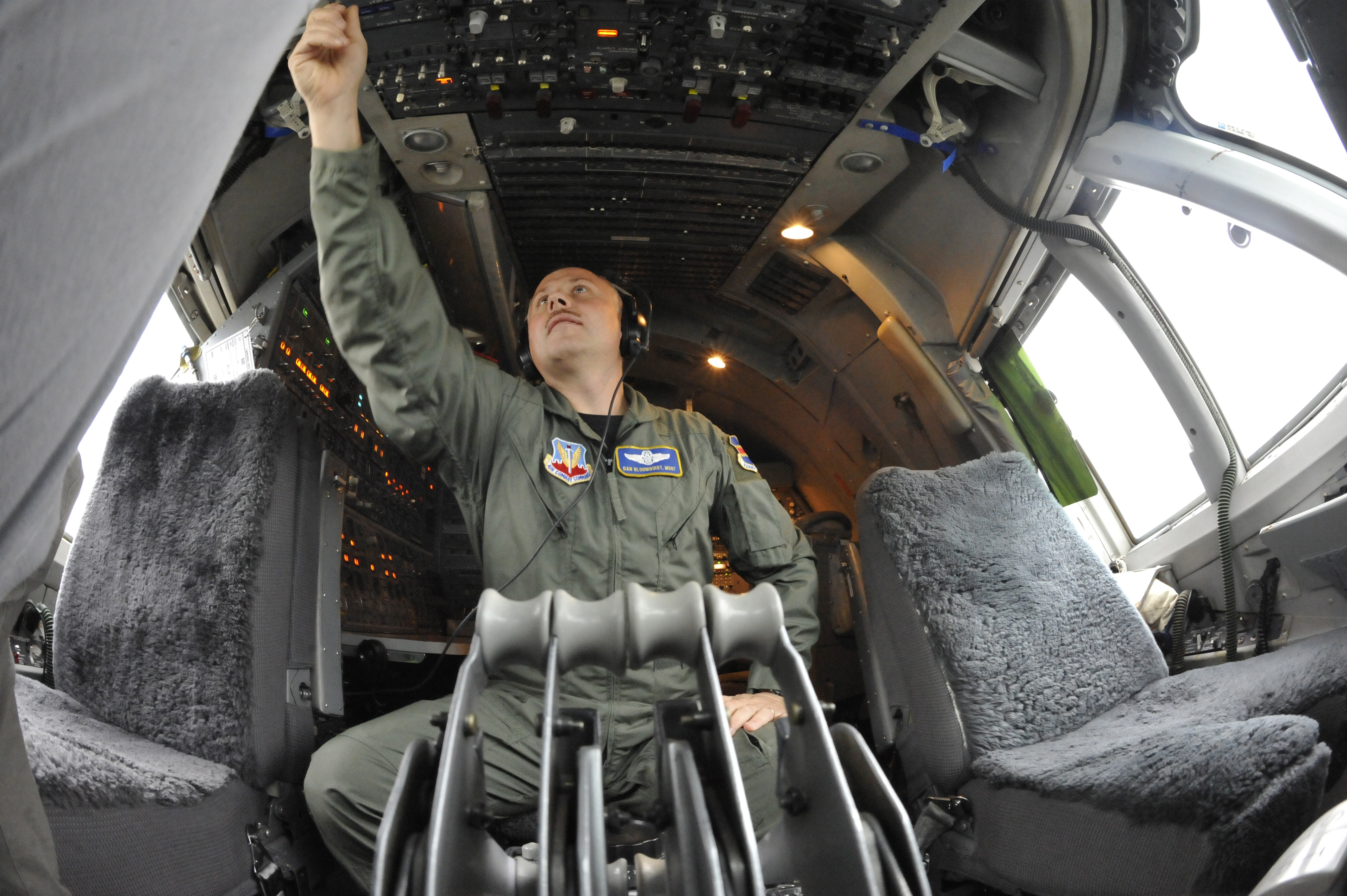
Кабіна пілотів Е-4B

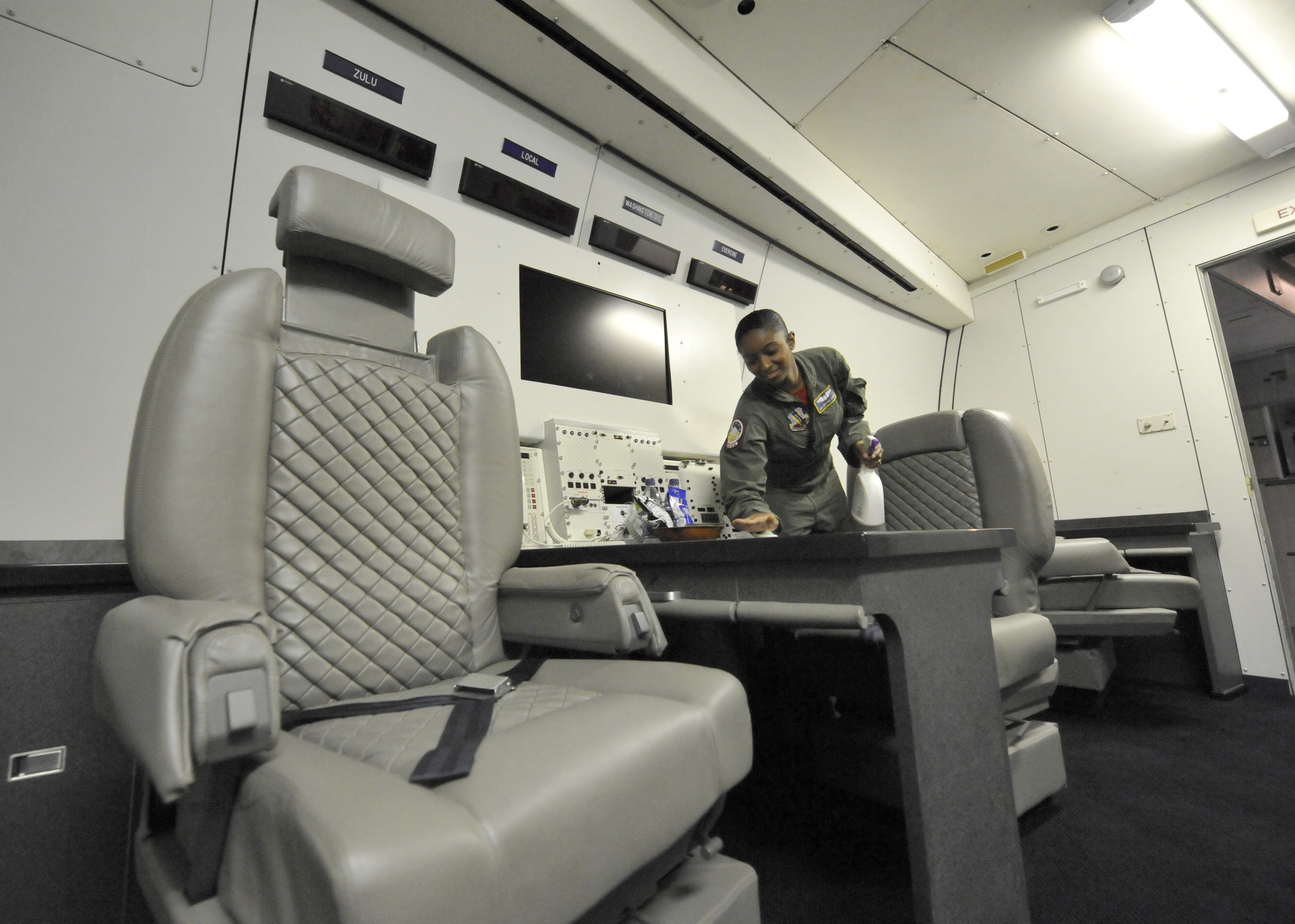
Одне з внутрішніх приміщень Е-4B

Верхня палуба знаходиться над середньою в надбудові в передній частині фюзеляжу, де у звичайних Boeing 747 знаходяться кабіна екіпажу і верхній салон. Кабіна екіпажу включає робочі місця командира екіпажу, другого пілота, штурмана і бортінженера. Позаду кабіни екіпажу розташовані місце відпочинку і спальні місця для льотного складу та інших членів команди.
Середня палуба розташована на місці основного пасажирського салону Boeing 747. У її передній зоні знаходяться кухня, сходи на верхню палубу та на нижню палубу в передню технічну зону. Там встановлені холодильники, морозильники, запаси продуктів, плити і мікрохвильовки, які дозволяють забезпечити гарячим харчуванням всіх членів команди в тривалих багатоденних польотах з дозаправками в повітрі. З лівого боку передньої зони є чотири місця для стюардів і служби безпеки. За передньою зоною слідує зона NCA (National Command Authority) яка служить для роботи і відпочинку президента США, міністра оборони або осіб які в разі потреби замінять їх відповідно до законодавства. Вона включає в себе робочу зону, зону відпочинку, спальні місця, кімнату для перевдягань. Телефонне обладнання дозволяє встановити надійний і захищений зв'язок з будь-якими структурами управління і главами інших держав. У кімнаті нарад командування є стіл для нарад, три крісла для представників командування, 18 додаткових крісел, кафедра і два проєкторні екрани. Зона комунікацій і зв'язку, — вузол зв'язку, — поділяється на зони голосового зв'язку і передачі даних. Зона голосового зв'язку, розташована праворуч, складається з робочих місць оператора радіозв'язку, оператора напівавтоматичного комутатора і офіцера зв'язку. Зона передачі даних розташована ліворуч. Зона авіаційного обладнання містить електрообладнання для живлення систем літака, польотну авіоніку, кисневе обладнання, місця зберігання багажу і запчастин. Кімната нарад має захищену зону для секретних нарад. У ній встановлено стіл нарад і дев'ять крісел. В кінці кімнати нарад є проєкційна, що забезпечує відображення комп'ютерної графіки, 35-мм слайдів на екранах в кімнаті нарад і в кімнаті нарад командування. За проєкційною розташована зона робочих місць operations team, що містить 29 робочих місць, обладнання для обробки даних. Робочі місця забезпечують доступ до даних, телефонних та радіоканалів голосового зв'язку, прямих («гарячих») ліній зв'язку, внутрішнього зв'язку операторів і командування. Є звукозаписна апаратура. У хвостовій частині кабіни розташована контрольна зона, що поділяється на технічну контрольну зону і зону відпочинку середньої палуби. У лівій передній частині простору контрольної зони знаходяться комутатор, системи супутникового зв'язку SHF SATCOM, інше обладнання. Тут же знаходяться місця відпочинку і спальні місця для льотного складу та інших членів команди.
Нижня палуба. У нижній передній технічній її зоні встановлені баки з водою, високовольтне електрообладнання, знижувальні трансформатори, наднизькочастотні передавачі системи TACAMO, обладнання супутникового зв'язку SHF SATCOM. У передній частині нижньої технічної зони праворуч від зовнішніх дверей встановлені електричні підйомні трапи для входу і виходу з літака на землю. У задній технічній зоні є робоче місце оператора та інше обладнання для зв'язку з командним пунктом Пентагону. Зона буксируваної антени містить котушку 8-кілометрової буксированої наддовгохвильової антени для зв'язку з підводними човнами, робоче місце оператора з приладами управління випуском і втягуванням антени та індикації її стану.
На перших двох літаках силова установка являла собою чотири турбовентиляторних двигуни F105 (JT9D) виробництва Pratt & Whitney, звичайних для Boeing 747-200B. На третій літак в серії встановили F103-GE-100 (CF6-50E2) виробництва General Electric. Згодом цими двигунами були обладнані усі літаки типу Е-4. Силова установка складалася з чотирьох двоконтурних двигунів F103-GE-100, що розвивали максимальну тягу 23 625 кгс. При злітній масі літака 360 тон, з новими двигунами його максимальна швидкість сягнула 986 км/год, практична стеля — 14 тисяч метрів, а дальність польоту без дозаправлення у повітрі перевищила 12000 км.

### Бортове радіоелектронне обладнання та авіоніка
Техніка зв'язку та технічні засоби обробки інформації, встановлена на перших трьох Е-4А, була знята зі списаних літаків-командних пунктів КНШ EC-135J, виведених з бойового складу Стратегічного авіаційного командування США. З початку 1982 року, згідно з програмою 481В, на всіх літаках Е-4А були проведені роботи по їх переобладнанню у модифікацію Е-4В, яка відрізнялася від попередньої вдосконаленим радіозв'язковим обладнанням, новими системами обробки, відображення і передачі даних. Основним виконавцем робіт по розробці удосконаленої радіоелектронної апаратури для Е-4В виступала компанія E-Systems, підрядниками — фірми Electrospace Systems, Collins і RCA.
Літак Е-4В оснащені тринадцятьма різними системами радіозв'язку, в тому числі наддовгохвильового і супутникового, що забезпечує високу надійність управління. Бортове обладнання — наддовгохвильова радіостанція AN/ARC-183 з УНЧ-передавачем і буксируваною дротяною антеною типу «подвійний трал», довжиною близько 8 кілометрів (діапазон частот 17-60 кГц, потужність 100—200 кВт) для зв'язку з атомними підводними човнами з балістичними ракетами, які знаходяться на бойовому чергуванні в Світовому океані, радіостанції систем супутникового зв'язку AFSATC0M і MILSTAR, радіостанція супутникового НВЧ-зв'язку AN/ASC-24 для роботи в стратегічних багатоканальних супутникових системах зв'язку DSCS-2 і DSCS-3 — вона забезпечує передачу мовних, телеграфних повідомлень та цифрову передачу даних (діапазон частот 7-8 ГГц, потужність 11 кВт; параболічна антена станції діаметром 91 см встановлена під обтічником у верхній частині фюзеляжу літака), апаратура дальнього УКХ-радіозв'язку та ретрансляції (діапазон 225—400 МГц) — радіостанції AN/ARC-89(V), AN/ARC-150, AN/ARC-164(V), AN/ARC-196 і AN/ARC-513 та 75-канальна апаратура ущільнення сигналів на одній з фіксованих частот, також на борту є короткохвильова радіостанція AN/ARC-58.
Як і літак-командний пункт попереднього покоління EC-135С, Е-4В оснащені апаратурою управління вузлом зв'язку AN/ASQ-121 HARDS. На літаках встановлені кінцеві пристрої відображення системи попередження про ракетний напад, встановлена апаратура системи управління пусками міжконтинентальних балістичних ракет ALCS і роботою в системі електронного зв'язку 494L, яка дозволяє здійснювати пуски МБР безпосередньо з борту літака, а також перенацілювати їх минаючи проміжні пункти управління.

## Бойове застосування
E-4B призначені для використання в якості життєздатних повітряних командних пунктів управління і наведення, кожний з яких міг би керувати усіма міжконтинентальними балістичними ракетами США, пілотованими стратегічними бомбардувальниками і атомними підводними човнами з балістичними ракетами. У разі критичної ситуації, E-4 забезпечують для голови Об'єднаного комітету начальників штабів і верховного командування США можливість управління збройними силами та координацію дій з цивільною владою.

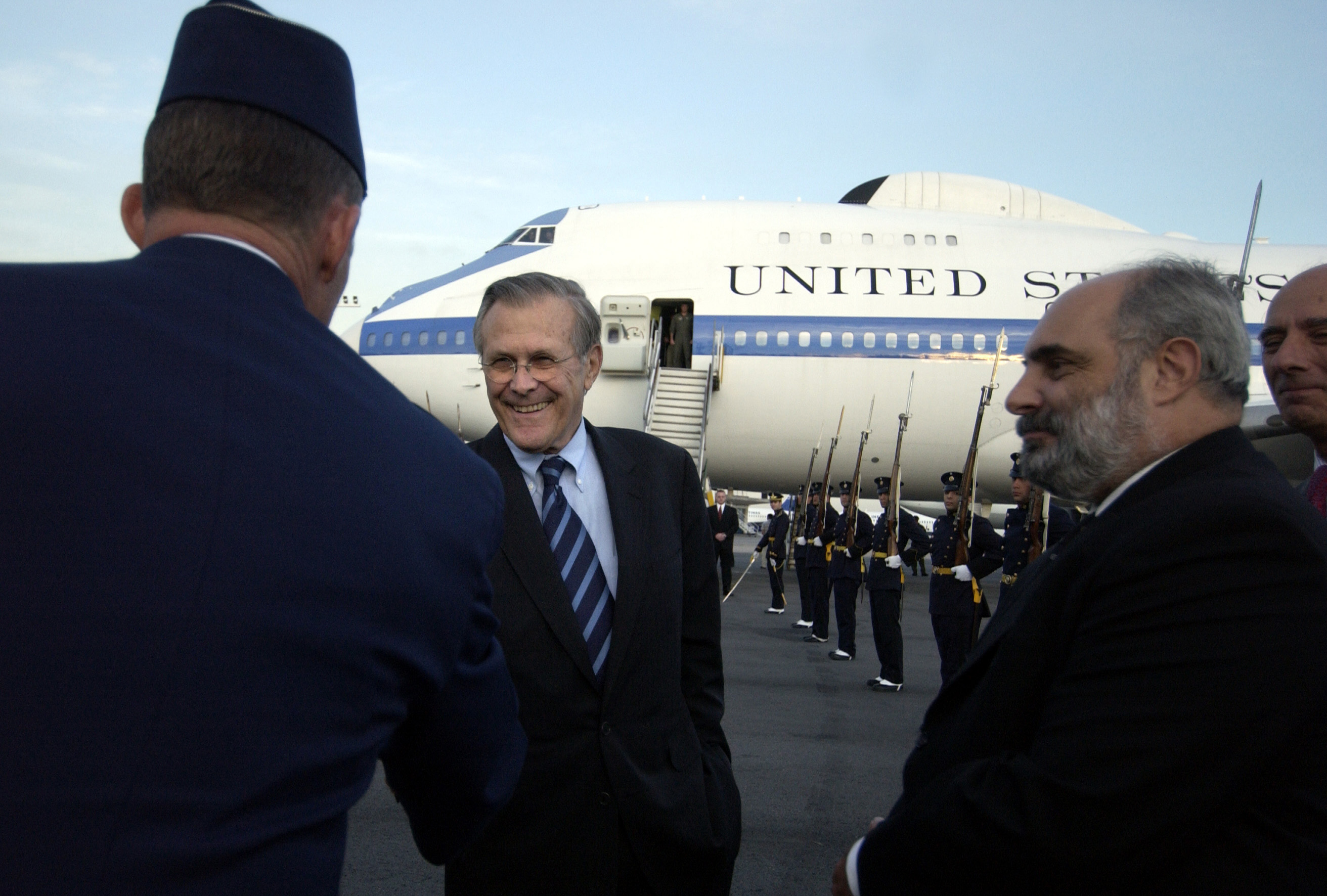
Візит міністра оборони США Дональда Рамсфелда в Аргентину, 21 березня 2005

На бойовому чергуванні «на землі» (в 15-хвилинній готовності до зльоту) на авіабазі Ендрюс (аеродром базування «бортів № 1») постійно знаходиться один з чотирьох «Nightwatch» 1-ї ескадрильї повітряних командних пунктів. Чисельність оперативної групи, при бойовому чергуванні на землі становить 30 осіб. Е-4 супроводжують літак президента США при здійсненні ним тривалих перельотів, а в період перебування президента США за кордоном, один з повітряних командних пунктів перебазовується на найближчу американську авіабазу, для підтримання постійного зв'язку між президентом і командними центрами ЗС США, забезпечуючи в разі потреби через розташовану на борту повітряного командного пункту оперативну групу Об'єднаного штабу КНШ доведення розпоряджень президента до всіх необхідних органів управління.
З серпня 1994 року на E-4B покладені також завдання надання допомоги Федеральному агентству з надзвичайних ситуацій в координації боротьби зі стихійними лихами як-то ураганами, тайфунами або землетрусами, забезпеченні роботи оперативних груп Федерального агентства з надзвичайних ситуацій (FEMA). Ці літаки також часто залучаються до виконання відповідальних перевезень в інтересах Пентагону.

## Проєкт SAOC
27 квітня 2024 року, агентство Reuters повідомило, що ПС США уклали контракт на суму $13 млрд з компанією Sierra Nevada Corporation на розробку наступника E-4B, відомого як літак «Судного дня». Проєкт Resvivable Airborne Operations Center (SAOC) призначений для заміни застарілих літаків E-4B епохи 1970-х років, термін служби яких наближається до кінця.